# Римский театр (Мерида)
Римский театр Мериды (исп. Teatro romano de Mérida) — античный римский театр, построенный в античном городе Эмерита Аугуста, столице провинции Лузитания, в 16—15 гг. до н. э.
Театр пережил несколько реконструкций, в частности, в конце I века н. э. или в начале II века (возможно, во время правления императора Траяна), когда был возведён сохранившийся и по сей день фасад в передней части сцены. Во время правления императора Константина I, в 330-е годы, появились новые декоративные архитектурные элементы и мостовая вокруг строения. В период поздней Античности театр был заброшен и с течением времени скрылся под слоями земли, видимыми остались лишь несколько мест на верхнем ярусе. В местном фольклоре они стали известны как «Семь стульев», сидя на которых, по преданию, несколько мавританских правителей решали судьбу города.

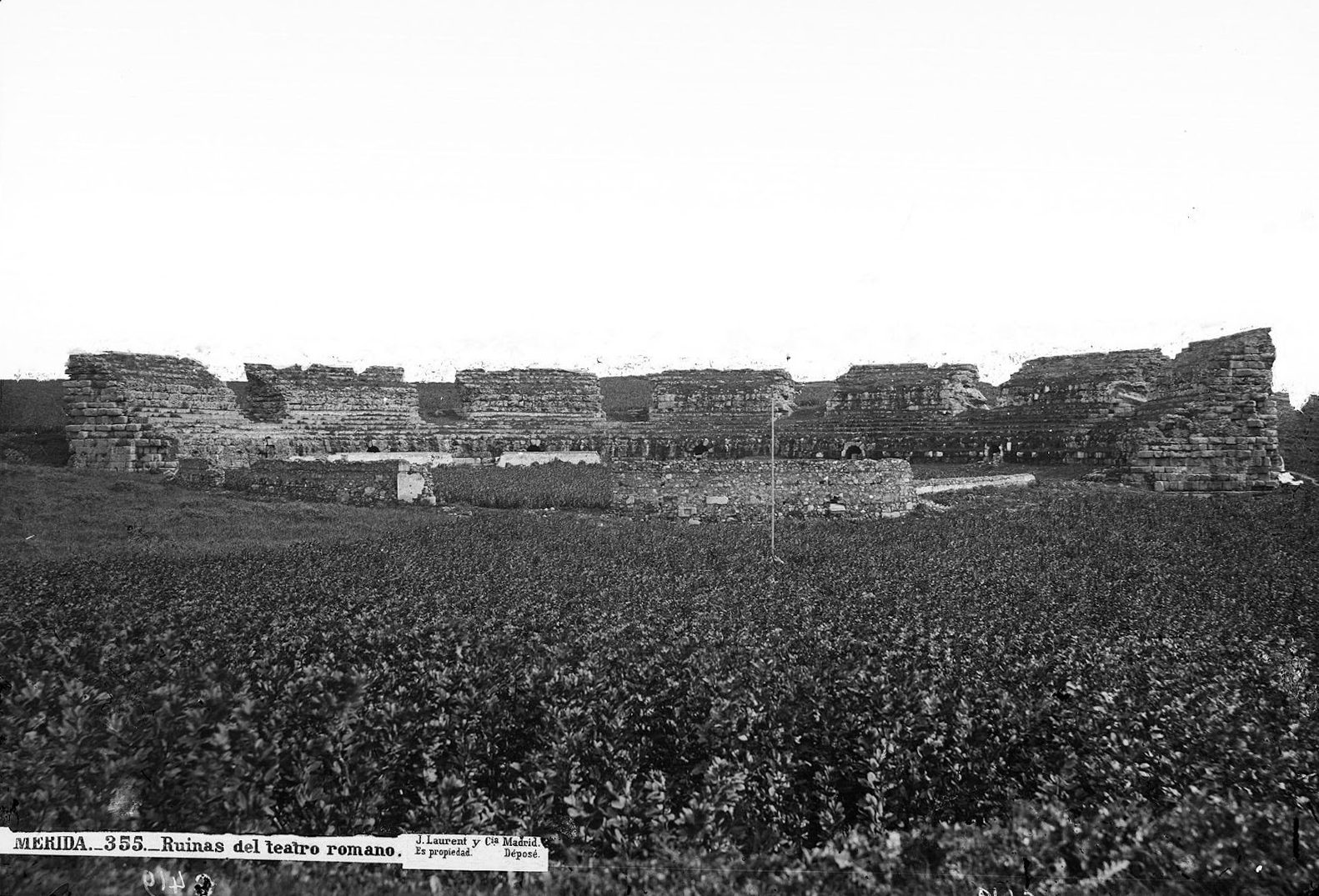
Римский театр в 1867 году, до начала археологических раскопок. Фотография Ж. Лорана

Театр является частью археологического ансамбля города Мерида, крупнейшего археологического памятника в Испании. В его составе театр был включён в Список всемирного наследия ЮНЕСКО в 1993 году. Театр располагался на окраине древнего города, возле крепостных стен. Часть зрительных мест была возведена на склонах холма, ныне известного как Серро-де-Сан-Альбин.

## Структура
Театр был построен в строгом соответствии с правилами, изложенными римским архитектором и учёным Витрувием. Поэтому его структура очень схожа с театрами в Дугге (Тунис), Оранже (Франция), Помпеях (Италия) и Риме.
Места для зрителей и орхестра
Полукруглая форма амфитеатра была вписана в склон холма Сан-Альбин. В своё время театр мог вместить у себя 6 000 зрителей. Диаметр полукруглого амфитеатра составлял около 86 метров. Места для зрителей были разделены на три зоны: нижнюю (22 ряда), среднюю (5 рядов) и верхнюю, последняя дошла до нашего времени в разрушенном состоянии. Первые ряды нижней зоны, где сидели представители богатых социальных слоёв населения, состояли из пяти радиальных секторов, разделённых лестницами. Горизонтальный уровень и коридор отделяли эти ряды от верхних. Средняя и верхняя зоны, имевшая каждая по 5 рядов, поддерживались сложной системой арок и цилиндрических сводов. 13 наружных дверей обеспечивали доступ и выход из театра. Полукруглое пространство орхестры было вымощено белым и голубым мрамором и предназначалось для хора. Здесь же располагались тремя рядами переставные места для высшей знати и сенаторов, отделённые от остальных зрителей мраморным парапетом, от которого сохранились фрагменты. 

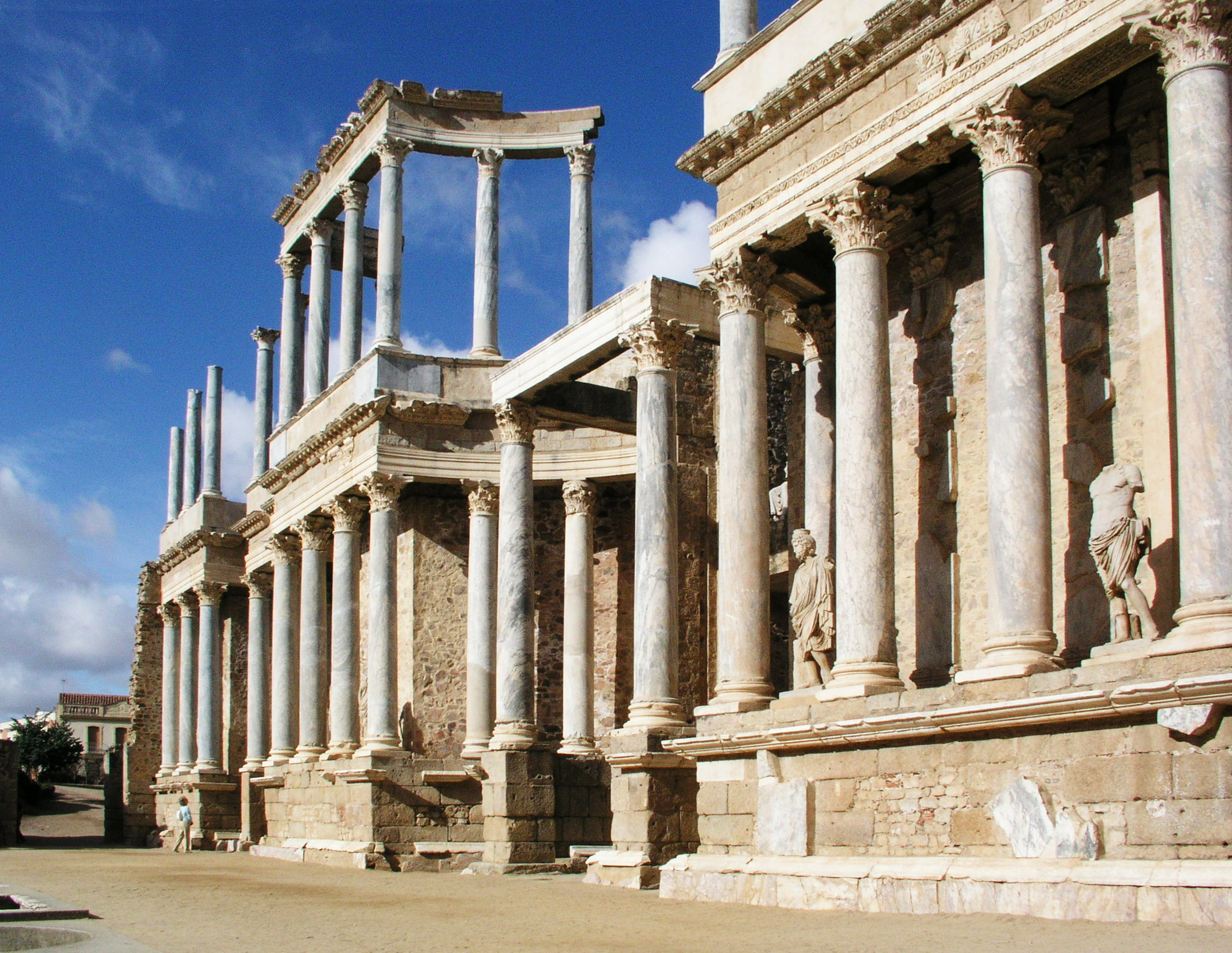
Сцена
Сцена театра имеет 7,5 метров в ширину, 63 м в длину и 17,5 в высоту. Её формируют 2 ряда коринфских колонн с мраморными карнизами и основаниями, в пространстве между ними располагались статуи римских богов и героев, которые интерпретировались и как изображения римских императоров.

## Раскопки и реставрация

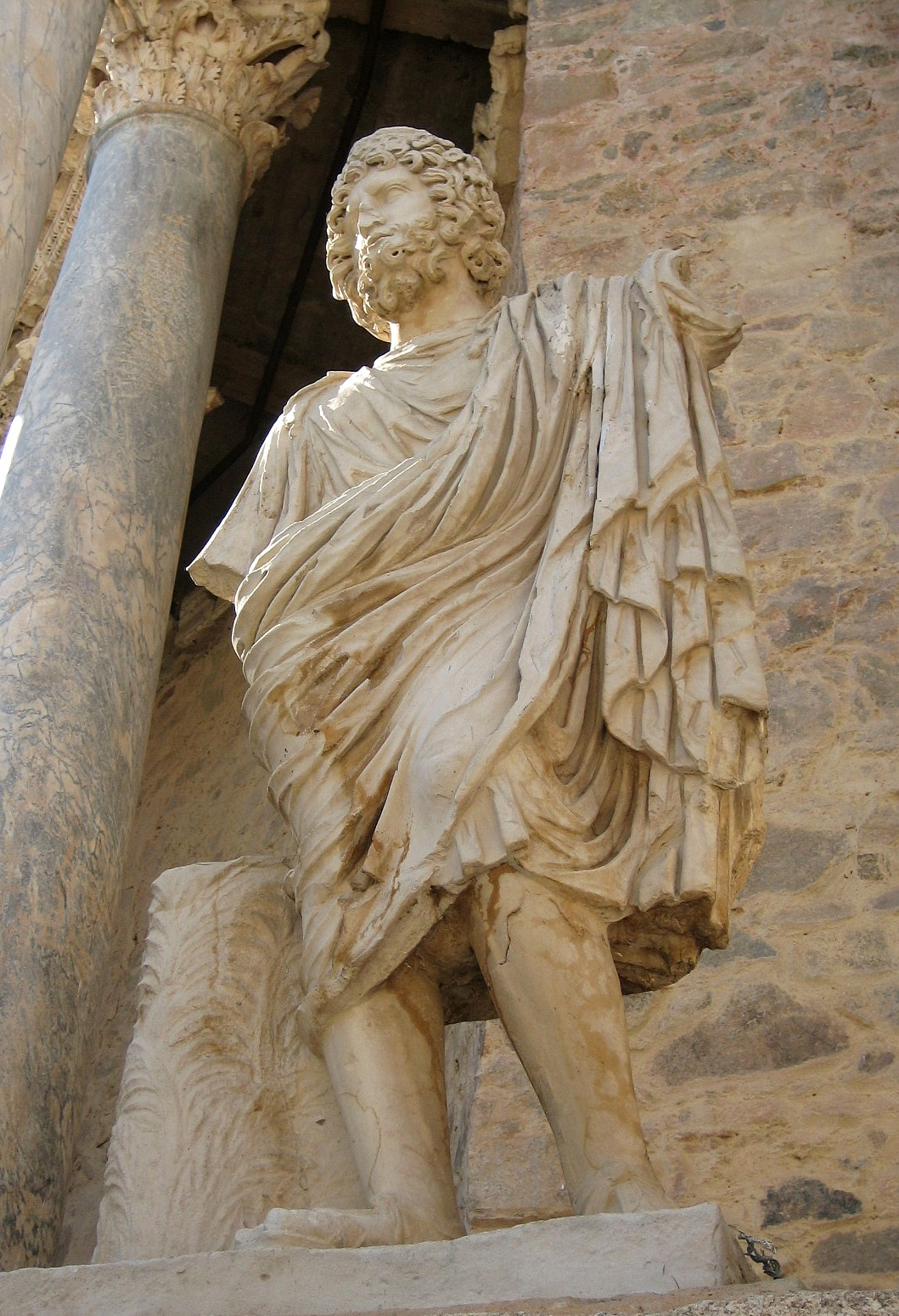
Одна из статуй на сцене театра.

До конца XIX века видимыми оставались лишь так называемые «Семь стульев» из всего театра. Раскопки здания начались в 1910 году, их проводил археолог Хосе Рамон Мелида. Реконструкция же памятника происходила в 1960-е и 1970-е годы, под руководством археолога и архитектора Хосе Менендеса Пидаля и Альвареса была заново отстроена передняя часть сцены.

## Нынешнее время
В настоящее время театр является наиболее посещаемым памятником в городе. Кроме того, с 1933 года на его территории проходит Фестиваль классического театра в Мериде, старейший из себе подобных в Испании.